# Calderdale
Calderdale är ett storstadsdistrikt (kommun) i grevskapet West Yorkshire i England,  Storbritannien. Distriktet har 207 699 invånare (2022).
Calderdale består dels av unparished areas (oftast områden av storstadskaraktär), dels av civil parishes (oftast områden av landsbygdskaraktär).
- Orter i unparished areas:
  - Brighouse
  - Clifton
  - Elland
  - Greetland
  - Halifax (huvudort)
  - Hipperholme
  - Luddenden Foot
  - Midgley
  - Northowram
  - Ovenden
  - Norland
  - Rastrick
  - Shelf
  - Southowram
  - Sowerby
  - Sowerby Bridge
  - Upper Greetland
  - Warley Town
- Civil parishes i Calderdale:
  - Blackshaw
  - Erringden
  - Hebden Royd (med orterna Hebden Bridge och Mytholmroyd)
  - Heptonstall
  - Ripponden (med orterna Barkisland, Rishworth och Soyland Town)
  - Stainland and District (med orterna Stainland och Old Lindley)
  - Todmorden (med orten Cornholme)
  - Wadsworth (med orterna Chiserley och Pecket Well)